# ۶۶۹ (قمری)
۶۶۹ (قمری)، ششصد و شصت و نهمین سال در گاهشماری هجری قمری است. اول محرم این سال برابر با بیستم اوت سال ۱۲۷۰ میلادی است.